# Paradrillia inconstans
Paradrillia inconstans là một loài ốc biển, là động vật thân mềm chân bụng sống ở biển trong họ Turridae.